# 野尻村 (熊本県)
野尻村（のじりむら）は、熊本県阿蘇郡にあった村。

## 歴史
- 1889年（明治22年）4月1日 - 町村制の施行により、津留村、野尻村、尾下村、河原村が合併し成立。
- 1957年（昭和32年）8月1日 - 高森町へ編入。同日野尻村廃止。